# Polimerizare

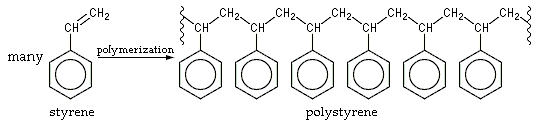
Ca exemplu, reacţia de polimerizare a stirenului, în urma căreia se obține polistirenul.

În chimie, polimerizarea este un tip de reacție chimică în urma căreia se obțin produși macromoleculari, ea reprezentând o reacție de adiție multiplicată de un număr n foarte mare.